# Bragantino Clube do Pará
O Bragantino Clube do Pará, também conhecido como Bragantino do Pará, é um clube de futebol brasileiro, sediado em Bragança-PA. Fundado em 6 de março de 1975 como time amador nomeado Uberlândia, posteriormente batizado Bragantino após profissionalização em 29 de janeiro de 1993. se consolidou como um dos clubes de futebol mais tradicionais e importantes do Estado do Pará, sendo um dos primeiros times do interior paraense a competir no campeonato estadual de futebol profissional em 1992. 
Tem como principal apelido a alcunha de Tubarão do Caeté, em alusão ao seu mascote e a região onde está a cidade de Bragança. Seu uniforme consiste de camisa com listras horizontais em vermelho, branco e azul, calções azuis e meias azuis. Outros esportes praticados pelo Bragantino incluem o futsal (profissional, sub-20, sub-11 e feminino) e o handebol (sub-16 ou cadete e feminino). Ao longo de sua história no futebol, o Bragantino conquistou 3 títulos do Campeonatos Paraense da Segunda Divisão. Já chegou a participar ainda do campeonato brasileiro de futebol da terceira divisão em 1993 e chegou a disputar a 3ª fase da Copa do Brasil em sua estréia na competição, em 2019.

## História
O Bragantino foi fundado em 1975 e, junto com ele, logo veio a sua primeira torcida organizada denominada de "Tubarão Branco", criado pelo torcedor Sebastião Augusto, mais conhecido como "Anum". A primeira partida da história do clube foi um empate sem gols contra o Luiz Moura, do município de Ourém. O segundo jogo, com o estádio novamente lotado assim como na primeira partida, o Tubarão goleou por 4 a 1 o time do Independente, na época sediado em Belém, já que atualmente o clube passou para o município de Tucuruí. O primeiro gol da história do clube foi marcado pelo zagueiro Adalberto Jorge Dias, o "Tino". Na sua primeira formação, o Bragantino contava com jogadores como Cacaio, Rildo e Henrique Rocha.

### 2017
Em 2017 o Bragantino garantiu o TriCampeonato da Segundinha diante do Parauapebas  e assim o técnico Artur Oliveira permaneceu na equipe para a disputa do Parazão 2018, o tubarão não disputava a fase principal da competição desde 2007.

### 2018

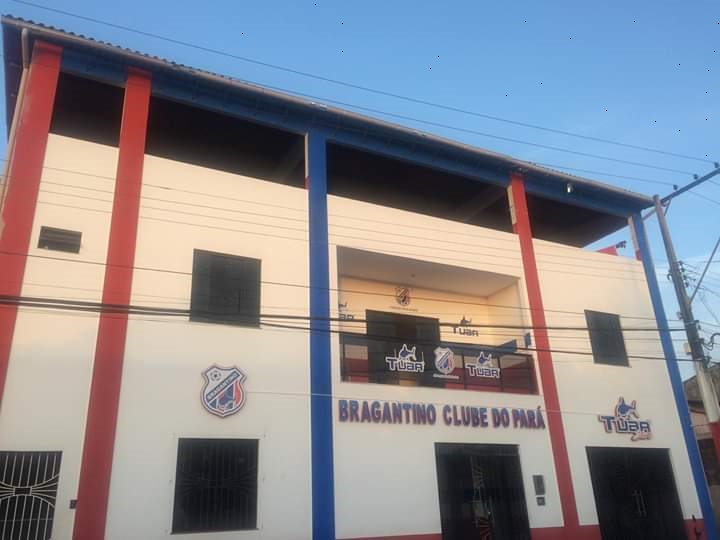
Sede social do Bragantino localizada na cidade de bragança-PA

O ano de 2018 foi sem dúvidas até então, o mais proveitoso para a história do Tubarão, depois da melhor campanha da história do clube no Campeonato Paraense conquistando assim pela 1ª vez vaga na Copa do Brasil e Brasileirão - Série D, o clube iniciou com apoio da torcida o projeto que ergueu a sede oficial do clube.

### 2019
Em 2019 o Bragantino mais uma vez faz história! Novamente terminou o Paraense em 3º lugar com direito a vitória heroica por pênaltis contra o maior campeão Paysandu em plena Curuzu. Em partida histórica contra o ASA no estádio São Benedito (Diogão), o Tubarão conseguiu em sua primeira participação na Copa do Brasil, classificação para a 2ª fase da competição e posteriormente, no Estádio Mangueirão derrotou a Aparecidense e avançou a 3ª fase da competição, porém posteriormente, foi eliminado pelo Vila Nova com uma insuficiente vitória por 2x1 em Belém no Mangueirão.
Depois desta bela campanha de estréia na competição, o tubarão do Caeté aproveitou seu retorno financeiro e efetuou a compra de um ônibus próprio batizado de Expresso Tubarão, além de um terreno na comunidade Bom Jesus, que dentro de alguns anos planeja-se estar pronto para ser o Centro de Treinamento do Tubarão do Caeté.
Além de tudo isto, chegou até a 3ª fase da Série D e avançou até as Quartas de finais da Copa Verde aonde foi eliminado nos pênaltis pelo maior campeão, Paysandu.
E para encerrar a temporada com chave de ouro, no dia 4 de Dezembro conquistou pela 1ª vez o título Paraense da categoria sub-20, com direito a goleada contra o rival local Caeté.

### Futsal
No ano de 1992 o Gigante do Caeté foi campeão do primeiro Intermunicipal de Futsal representando a Seleção de Bragança e em 2011 repetiu o feito sendo campeão vencendo seleção de Melgaço em Melgaço por 5x3 e no corolão (Ginásio Poliesportivo Dom Elizeu Maria Coroli) em Bragança ganhando por 3x2 a seleção de Bragança foi a primeira seleção a ser campeã invicta do do Intermunicipal de Seleções.
No ano de 2010 o Bragantino Sub-11 chegou no campeonato paraense até as semifinais perdendo apenas para o Clube do Remo e assim conquistou o terceiro lugar da competição.

## Estatísticas

### Equipe Principal
|  | Participações em 2025 |

| Competição | Competição          | Temporadas | Melhor campanha           | Estreia | Última | P | R |
| Pará       | Campeonato Paraense | 27 [F1]    | 3º colocado (2018 e 2019) | 1993    | 2025   |   | 4 |
| Pará       | Série B1            | 7          | Campeão (3 vezes)         | 2000    | 2017   | 4 | – |
|            | Copa Verde          | 1          | Quartas-de-final (2019)   | 2019    | 2019   |   |   |
| Brasil     | Série C             | 1          | 54º colocado (1993)       | 1993    | 1993   | – | – |
| Brasil     | Série D             | 2          | 16º colocado (2019)       | 2019    | 2020   | – |   |
| Brasil     | Copa do Brasil      | 2          | 3ª fase (2019)            | 2019    | 2020   |   |   |

- ^  F1. Contando com as participações na taça ACLEP.

#### Temporadas
Legenda:
| Campeão. Vice-campeão. Eliminado na semifinal. | Rebaixado à divisão inferior. Campeão e promovido à divisão superior. Promovido à divisão superior. |

#### Campanhas de destaque
| Bragantino Clube do Pará | Bragantino Clube do Pará    | Bragantino Clube do Pará | Bragantino Clube do Pará | Bragantino Clube do Pará    |
| Torneio                  | Campeão                     | Vice-campeão             | Terceiro colocado        | Quarto colocado             |
| ------------------------ | --------------------------- | ------------------------ | ------------------------ | --------------------------- |
| Campeonato Paraense      | 0 (não possui)              | 0 (não possui)           | 2 vezes (2018 e 2019)    | 3 vezes (1994, 1996 e 1997) |
| Série B1                 | 3 vezes (2002, 2011 e 2017) | 1 vez (2000)             | 1 vez (2014)             | 0 (não possui)              |

### Categorias de Base
|  | Participações em 2022 |

| Competição | Competição                       | Temporadas | Melhor campanha         | Estreia | Última | P | R |
| Brasil     | Copa São Paulo de Futebol Júnior | 1          | 1ª Fase (2022)          | 2022    | 2022   |   |   |
| Brasil     | Copa do Brasil Sub-20            | 2          | Oitavas de final (2020) | 2020    | 2021   |   |   |

## Títulos
- : Campeão Invicto

| Estaduais | Estaduais                      | Estaduais | Estaduais         |
|           | Competição                     | Títulos   | Temporadas        |
|           | Campeonato Paraense - Série B1 | 3         | 2002, 2011 e 2017 |
|           | Taça ACLEP                     | 1         | 2007              |
| --------- | ------------------------------ | --------- | ----------------- |

Categorias de Base
| Estaduais | Estaduais                    | Estaduais | Estaduais  |
|           | Competição                   | Títulos   | Temporadas |
|           | Campeonato Paraense - Sub-20 | 1         | 2019       |
| --------- | ---------------------------- | --------- | ---------- |

## Presidentes
| Presidente                     | Período         | Fonte               |
| ?                              | 1993-2004       |                     |
| José Valério Monteiro da Silva | 02/2005-02/2007 |                     |
| ?                              | 2007-2010       |                     |
| Rodrigo José Diogo             | 02/2011-02/2013 | [carece de fontes?] |
| Hadson da Silva Nery           | 2014-15         | [ 14 ]              |
| Claudio Wagner                 | 2017-2022       | [ 15 ]              |
| Paulo Emílio Ferreira Corrêa   | 05/2020-11/2020 | [ 16 ]              |
| Elson Sousa                    | 2022-           | [ 17 ]              |

## Uniformes

### Histórico de fornecedores
| Período   | Fornecedor |
| --------- | ---------- |
| 2019-     | Tuba       |
| 2017-2018 | Golkiper   |
| 2014-2015 | Nike       |

### 2022
| '' | '' | '' |

### 2021
| '' | '' |

### 2020
| '' | '' | '' |

### 2019
| '' | '' | '' |

### 2018
| '' | '' | '' |  |

### 2017
| '' | '' |  |

### 2014-2015
| '' | '' |  |